# Incursiunea din regiunea Belgorod din 2025
La 18 martie 2025, în jurul orei 5:50, ora Moscovei, în timpul Războiului Ruso-Ucrainean, Forțele armate ale Ucrainei au lansat o nouă incursiune transfrontalieră în Rusia, invadând regiunea Belgorod unde au avut loc mai multe ciocniri cu armata rusă. Timp de câteva săptămâni, ostilitățile au continuat într-o fâșie de graniță de doar câțiva kilometri adâncime. Președintele ucrainean Volodîmîr Zelenski a confirmat prima dată abia la 7 aprilie 2025 că trupele ucrainene se aflau în regiunea Belgorod.

## Cronologie

### 18 martie

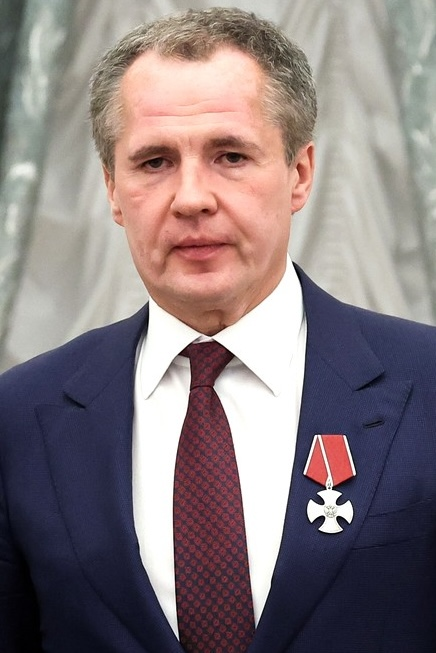
Guvernatorul regiunii Belgorod, Veaceslav Gladkov, în 2024

La 18 martie 2025, Ministerul rus al Apărării a susținut că cinci atacuri au fost efectuate de forțele armate ucrainene în timpul zilei. Conform estimărilor rusești, trupele ucrainene numărau până la 200 de soldați și peste 29 de echipamente militare. Guvernatorul regiunii Belgorod, Viaceslav Gladkov, a declarat că districtul Krasnoiarujskii a fost bombardat repetat în ultimele 24 de ore și atacat de 49 de drone ucrainene, dintre care doar 12 au fost interceptate. Milbloggerul Telegram „Zapiski Vеterana” a declarat că, după înfrângerea Forțelor Armate ucrainene în regiunea Kursk și recucerirea de către Rusia a orașului Sudja, conducerea ucraineană a decis să continue operațiunile militare active la granița ruso-ucraineană „pentru a bloca unitățile ruse pregătite de luptă în această secțiune a frontului”. Ministerul rus al Apărării a susținut că în această zi rușii au provocat 60 de victime, au doborât un tanc, alte șapte tipuri de vehicule blindate, trei vehicule de geniști și un vehicul ușor.

### 19 martie
Mai mulți bloggeri ruși au susținut în dimineața zilei de 19 martie că forțele ruse au respins atacurile ucrainene împotriva localităților Demidovka, Grafovka⁠(d) și Prilesie. Un milblogger rus afiliat Kremlinului a susținut că forțele ucrainene mențin poziții în zonele forestiere de-a lungul graniței Sumi - Belgorod, iar o sursă rusă a susținut că forțele ucrainene au avansat lângă Grafovka mai târziu în cursul zilei.

### 20 martie
În plus, la 20 martie, Statul Major al Forțelor Armate ucrainene a raportat că un post de comandă rusesc de lângă Demidovka⁠(d) a fost distrus.
Guvernatorul regiunii Belgorod, Viaceslav Gladkov, a declarat că „situația din districtul Krasnoiarujskii rămâne dificilă”, menționând că bombardamentele din acest district s-au soldat cu un militar ucis (din unitatea Orlan) și patru răniți.
Ministerul rus al Apărării a susținut că atacul a fost respins, la fel ca în momentul declanșării ofensivei Ucrainei din regiunea Kursk. Andrii Kovalenko, șeful Centrului de Combatere a Dezinformării din Ucraina, a negat această afirmație.
Răspunsul Rusiei la noua incursiune a implicat un set de lovituri coordonate, inclusiv 30 de lovituri aeriene și cu rachete, 13 lovituri efectuate de elicoptere de luptă, o lansare de la un sistem de rachete balistice cu rază scurtă de acțiune Iskander⁠(d), o singură lovitură folosind un sistem de rachete cu lansare multiplă Tornado-S și două atacuri cu sistemul TOS-1A. Acest răspuns a vizat forțele ucrainene poziționate la aproximativ cinci-șase mile de graniță în regiunea Sumî din Ucraina. Ministerul rus al Apărării a susținut că rușii au provocat aproximativ 150 de victime trupelor ucrainene și au distrus patru tancuri inamice în direcția Belgorod la 20 martie. 

### 21 martie
La 21 martie, guvernatorul regiunii Belgorod, Viaceslav Gladkov, a declarat că un civil a fost ucis și doi au fost răniți, unul fiind internat în stare gravă, în urma unei lovituri cu drone ucrainene în satul Dobrino, Belgorod⁠(ru)[traduceți] în districtul Rakitianskii. Statul Major al Ucrainei a raportat că Forțele Aeriene Ucrainene au lovit un post de comandă al unui avanpost al poliției de frontieră rusești din așezarea Glotovo. Ministerul rus al Apărării a susținut că două drone au fost doborâte de sistemele sale de apărare aeriană deasupra regiunilor Belgorod și Kursk. Institutul pentru Studiul Războiului (ISW) a evaluat că forțele ucrainene au avansat în timpul zilei la sud-vest de Demidovka. Potrivit unor milbloggeri ruși, forțele ucrainene își consolidează pozițiile la periferia localităților Demidovka și Prilesie, în timp ce trupe ale infanteriei ucrainene atacă lângă Demidovka, Grafovka⁠(d) și Prilesie.

### 22 martie
La 22 martie, forțele armate ucrainene și-au păstrat pozițiile lângă Prilesie și la sud de Demidovka. Ministerul rus al Apărării a susținut că Forțele armate ale Ucrainei au pierdut la 22 martie până la 95 de militari, un tanc, două vehicule de luptă blindate, 14 mașini și șase piese de artilerie.

### 23 martie
Un blogger militar, Iuri Podoliaka, a afirmat că „armata rusă a eliminat forțele armate ucrainene din așezarea Demidovka, regiunea Belgorod”, cu toate că a doua zi, imagini din satelit au indicat că forțele ucrainene au avansat în centrul Demidovkăi.

### 28 martie
Un blogger militar, Rybar, a declarat că au avut loc ciocniri puternice în Popovka și că fiecare parte o lovește pe cealaltă cu drone. Emil Kastehelmi a declarat pentru Reuters că forțele ucrainene au pătruns în primele apărări rusești și au avansat cel mai probabil la o adâncime de 3-4 km. Drept replică, Ministerul rus al Apărării ar fi desfășurat batalioane cecene, soldați ai armatei regulate și infanterie navală.

### 7 aprilie
Președintele ucrainean Volodîmîr Zelenski a declarat pentru prima dată că trupele ucrainene operează în regiunea Belgorod.

### 22 aprilie
Trupele ruse au înaintat în sud-vestul satului Demidovka.

### 26 aprilie
Forțele ruse au recucerit satul Popovka până la 26 aprilie.

## Reacții

### Rusia
Ministerul rus al Apărării a susținut că atacul a fost lansat „pentru a discredita inițiativele de pace ale președintelui american Donald Trump”.